# Emmelina
Emmelina  è un nome proprio di persona italiano femminile.

## Varianti in altre lingue
- Francese: Émeline[3]
- Inglese: Emmeline[3], Emmaline[3], Emmalyn[3]
  - Ipocoristici: Em[4], Emmie[4], Emmy[4]
- Spagnolo: Emelina[3]

## Origine e diffusione
Si tratta di un nome di origine germanica, rincoducibile ad Amalia o a sue antiche varianti quali Amelina, Ameline ed Emeline; si basa quindi sulla radice amal, che significa "lavoro" oppure "coraggioso", "incessante", da cui derivano anche i nomi Amalrico e Amalasunta. Alternativamente viene collegato anche ad Ermellina.
Le forme Emeline e Ameline vennero introdotte in Inghilterra con la conquista normanna, diversificandosi poi durante il Medioevo con varianti quali Emlin, Emlyn, Emelyn, Emelyne ed Emblem; la forma Emmeline, apparsa già nel 1691 nel King Arthur di Purcell, venne resa celebre a fine settecento dall'omonimo romanzo di Charlotte Turner Smith. In Italia invece è raro: negli anni 1970 se ne contavano soltanto centocinquanta occorrenze circa. 

## Onomastico
L'onomastico ricorre il 1º novembre in occasione di Ognissanti; è infatti un nome adespota, ovvero privo di santa patrona.

## Persone

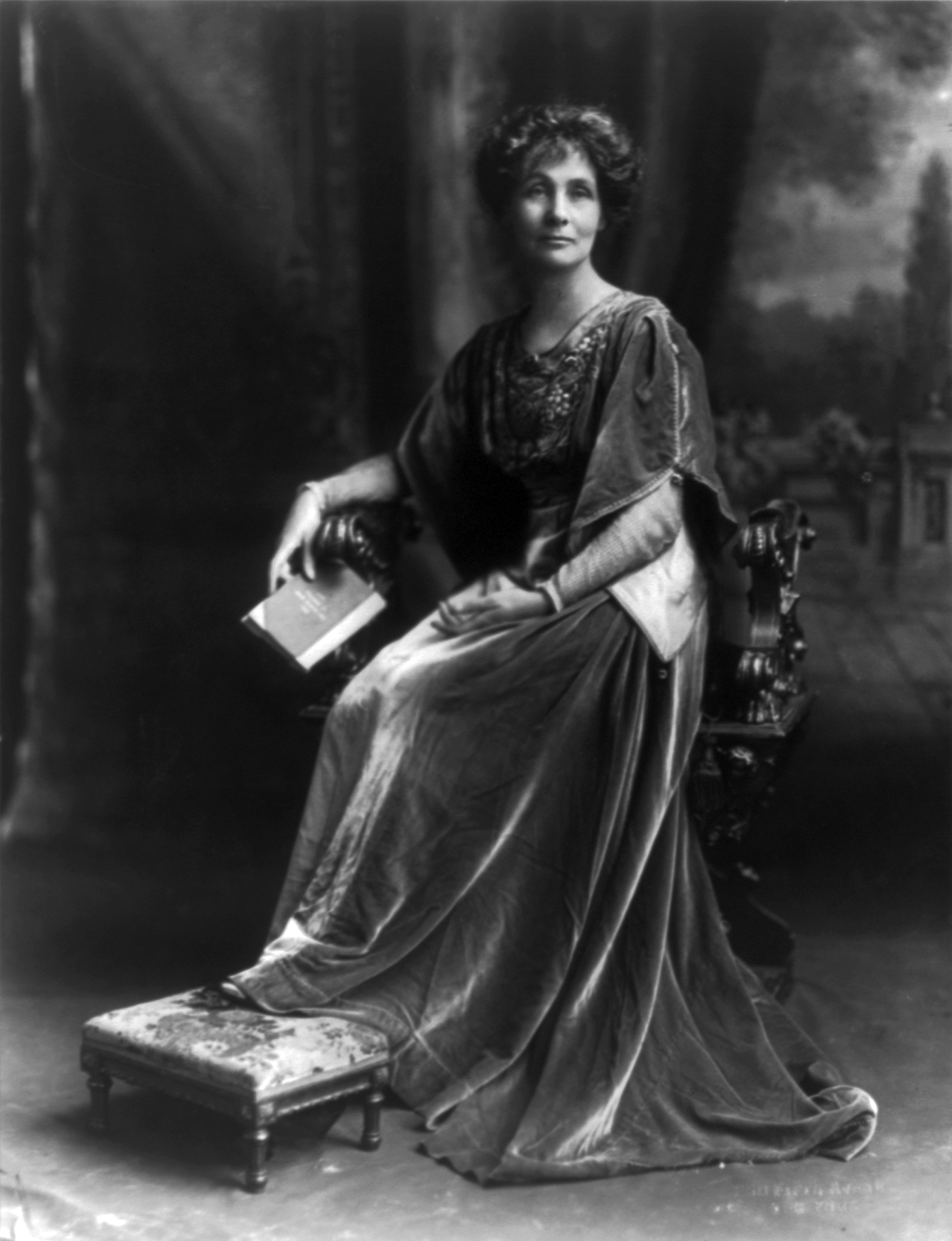
Emmeline Pankhurst

### Variante Emmeline
- Emmeline Lewis Lloyd, alpinista britannica
- Emmeline Ndongue, cestista francese
- Emmeline Pankhurst, attivista e politica britannica
- Emmeline Snively, imprenditrice statunitense

### Altre varianti
- Emelina Maria Antonieta da Cunha, dottoressa indiana
- Émmeline Mainguy, calciatrice francese
- Emmalyn Estrada, cantautrice, ballerina e attrice canadese di origini filippine

## Il nome nelle arti
- Emmeline Lestrange è un personaggio del romanzo di Henry De Vere Stacpoole La laguna azzurra, e di vari film da esso tratti (come Laguna blu, di Randal Kleiser).
- Emmeline Lucas è un personaggio della serie di romanzi Mapp and Lucia, scritti da Edward Frederic Benson.